# Mezinárodní sochařské sympozium v Hořicích
Mezinárodní sochařské sympozium v Hořicích v Královéhradeckém kraji je mezinárodním setkáním sochařů v prostředí opuštěného historického lomu U Svatého Josefa, při kterém vznikají sochy z hořického pískovce. V lomu je účastníkům poskytováno potřebné zázemí a technické vybavení, sochařská díla jsou poté instalována v přírodní galerii na vrchu Gothard v Hořicích v okrese Jičín v Královéhradeckém kraji. Součástí tohoto parku je také Galerie plastik a Smetanovy sady se sbírkami českého sochařství z 1. poloviny 20. století.

## Historie
V roce 1964, kdy Umělecko-průmyslové škole kamenické a sochařské hrozilo zrušení a přestěhování do Jihlavy, se pořádaly oslavy 80. výročí jejího založení. Při těchto oslavách vznikla myšlenka na Mezinárodní sochařské sympozium, jehož idea měla podpořit význam a tradici hořického sochařství a jeho osmdesátiletou vazbu na sochařskou školu.
Skupina organizátorů požádala o pomoc Svaz československých výtvarných umělců v Praze. Ten delegoval komisaře, akademického sochaře Vladimíra Preclíka, který již měl jako účastník sympozia “FORMA VIVA” v Kostanjevici (1964), praxi a také potřebné kontakty.
Po čtyřech ročnících (1966-1969) projevilo vedení města z podnětu MV KSČ nespokojenost s „nepřípustnou ideologií“ a dalo podmínku pro další ročníky zvát pouze sochaře ze socialistických zemí, kteří tvořili v duchu figurativního realismu. Tyto požadavky organizátoři odmítli a svoji činnost ukončili.

### Rok 1989
Sympozium bylo obnoveno až po dvaceti letech v roce 1989. Nově založené Sdružení vedl sochař Vladimír Preclík, dovybavil se lom U Svatého Josefa, vybudovaly chaty pro zázemí sochařů a ubytování jejich pomocníků a podstatně se rozšířil sochařský park Svatého Gotharda na celkových 5,5 hektaru. Po 16. ročníku v roce 2000 ohlásil prof. Vladimír Preclík rozhodnutí grémia akci ukončit.

### Rok 2002

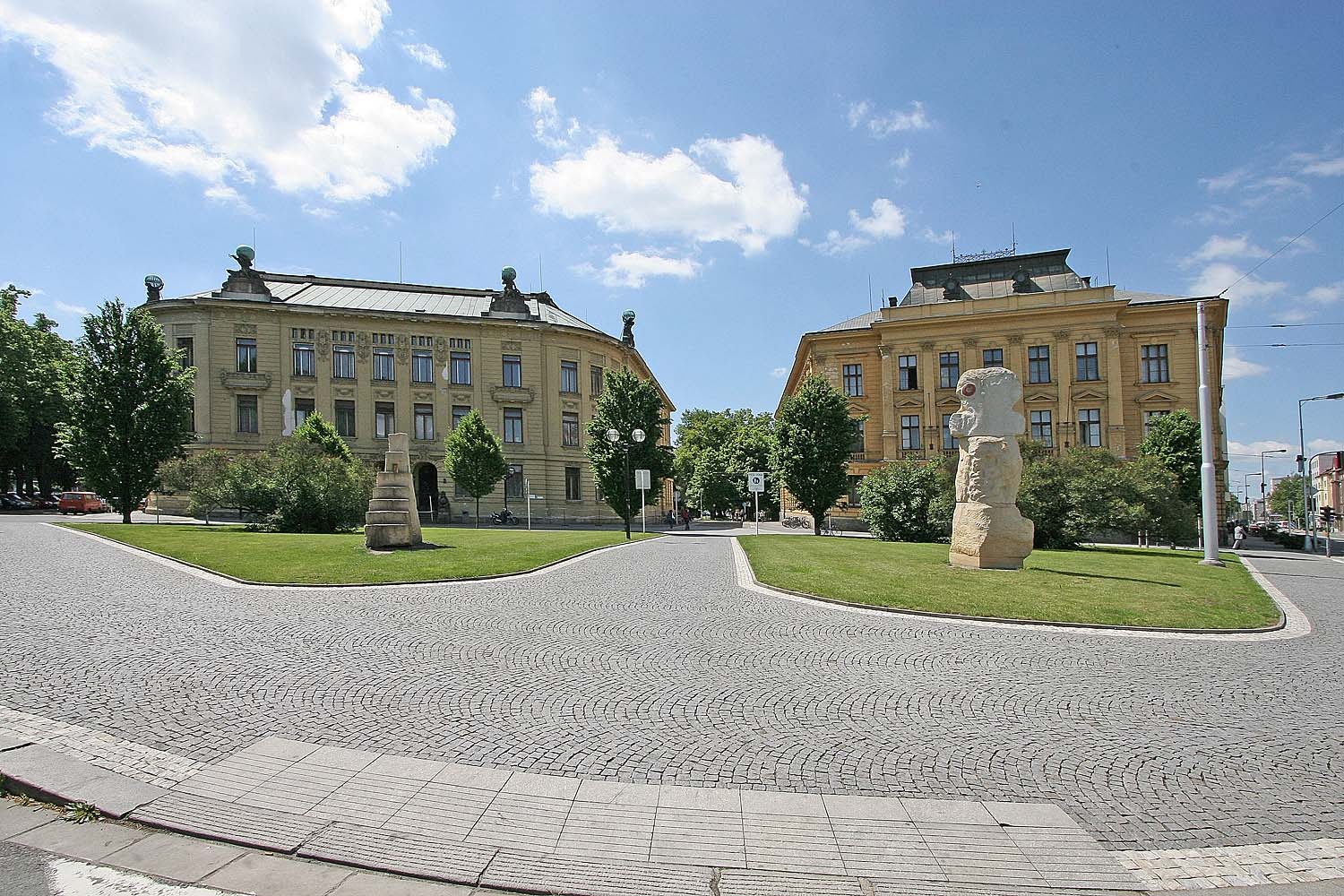
sochy na Náměstí Svobody v Hradci Králové

S ukončením nesouhlasila hořická radnice. Na výzvu starosty se pořádání akce ujal akademický sochař Roman Richtermoc, který ve spolupráci se sochařem prof. Karlem Neprašem založil začátkem roku 2002 Občanské sdružení. Toto Sdružení rozšířilo účast zahraničních sochařů, založilo nový sochařský park Svatého Josefa a prostorově propojilo stávající sochařský park Svatého Gotharda s lomem U Svatého Josefa.
Po obnovení tradice se zvažovalo umístit nové sochy v jiném městě. Vybrané město Hradec Králové roku 2003 nabídlo koncept cyklů „Hradeckých nábřeží“ s možností prezentace kulturního dění ve veřejném prostoru. Prvním hradeckým „Nábřežím sochařů“ bylo Tylovo nábřeží, které se stalo spolu s Náměstím Svobody plochou pro tradici každoroční obměňované expozice sochařských děl.
Od ročníku 2002 jsou další nové plastiky trvale instalovány v Sochařském parku Svatého Josefa situovaném v krajinném prostředí na severovýchodním okraji Hořic, založeném v roce 2004. Od července 2003 jsou plastiky zapůjčovány na jeden rok do Hradce Králové a po roce vráceny zpět do Hořic.
Z důvodů nařízení vlády České republiky ve spojitosti s virovou epidemií bylo 31. Hořické mezinárodní sympozium přesunuto z plánovaného termínu v červenci 2020 na rok 2021.

## Autoři a jejich sochy
1. ročník - 1966
Janez Lenassi (Jugoslávie) - Ležící; Ladislav Zívr (Československo) - Kmen, Srostlice; Michael Schoenholtz (Západní Berlín) - Žena v Metru; Vladimír Preclík (Československo) - Provensálské město; Zdena Fibichová (Československo) - Stéla; Zdeněk Šimek (Československo) - Hladina
2. ročník - 1967
Branko Ružič (Jugoslávie) - Jízda Karla IV; Jiří Bradáček (Československo) - Plodnost; Jurij Vasiljev (SSSR) - Obětiště lásky; Ko Murai (Japonsko) - Balíček; Marcello Guasti (Itálie) - Signál; Vladimír Preclík (Československo) - Spící město; Zdena Fibichová (Československo) - Mašle
3. ročník - 1968
Hubert Dalwood (Velká Británie) - Model; Ivan Avoscan (Francie) - Vnitřní zápas; Joe Oda (Japonsko) - Socha; Lorento Sguanci (Itálie) - Vztahy; Miloslav Hájek (Československo) - Hrudník; Miroslav Vystrčil (Československo) - Socha; Roland Dinel (Kanada) - Střetnutí
4. ročník - 1969
František Pacík (Československo) - Apollo 11; František Štorek (Československo) - Přítelkyně; Gabrielle Perugini (Itálie) - Světené signály; Gerard Vincent (Francie) - Torzo; Šime Vulas (Jugoslávie) - Svinuté plachty; Vladimír Preclík (Československo) - Květiny v oknech